# Igoville
Cet article possède un paronyme, voir Digosville.
Igoville est une commune française située dans le département de l'Eure en région Normandie.

## Géographie

### Localisation
Igoville est une commune normande périurbaine de l'agglomération de Rouen, en vallée de la Seine, située à 14 km à vol d'oiseau au sud de cette ville et à 12 km au nord de Louviers. Elle est limitrophe du département de la Seine-Maritime.
Le sentier de grande randonnée GR 2 y passe.
Elle se trouve dans l'aire d'attraction de Rouen, son unité urbaine et sa zone d'emploi, ainsi que dans le bassin de vie de Pont-de-l'Arche

### Communes limitrophes
Les communes limitrophes sont  Alizay, Les Authieux-sur-le-Port-Saint-Ouen, Pont-de-l'Arche, Sotteville-sous-le-Val et Ymare.
| Les Authieux-sur-le-Port-Saint-Ouen (Seine-Maritime) | Gouy (Seine-Maritime)               | Ymare (Seine-Maritime) |
| Sotteville-sous-le-Val (Seine-Maritime)              | Igoville                            | Alizay                 |
|                                                      | Pont-de-l'Arche (par-delà la Seine) |                        |

### Géologie et relief
La superficie de la commune est de 5,61 km2 ; son altitude varie de 6  à   97 mètres.

### Hydrographie
La commune est située dans le bassin Seine-Normandie. Elle est drainée par la Seine et l'Eure,,.

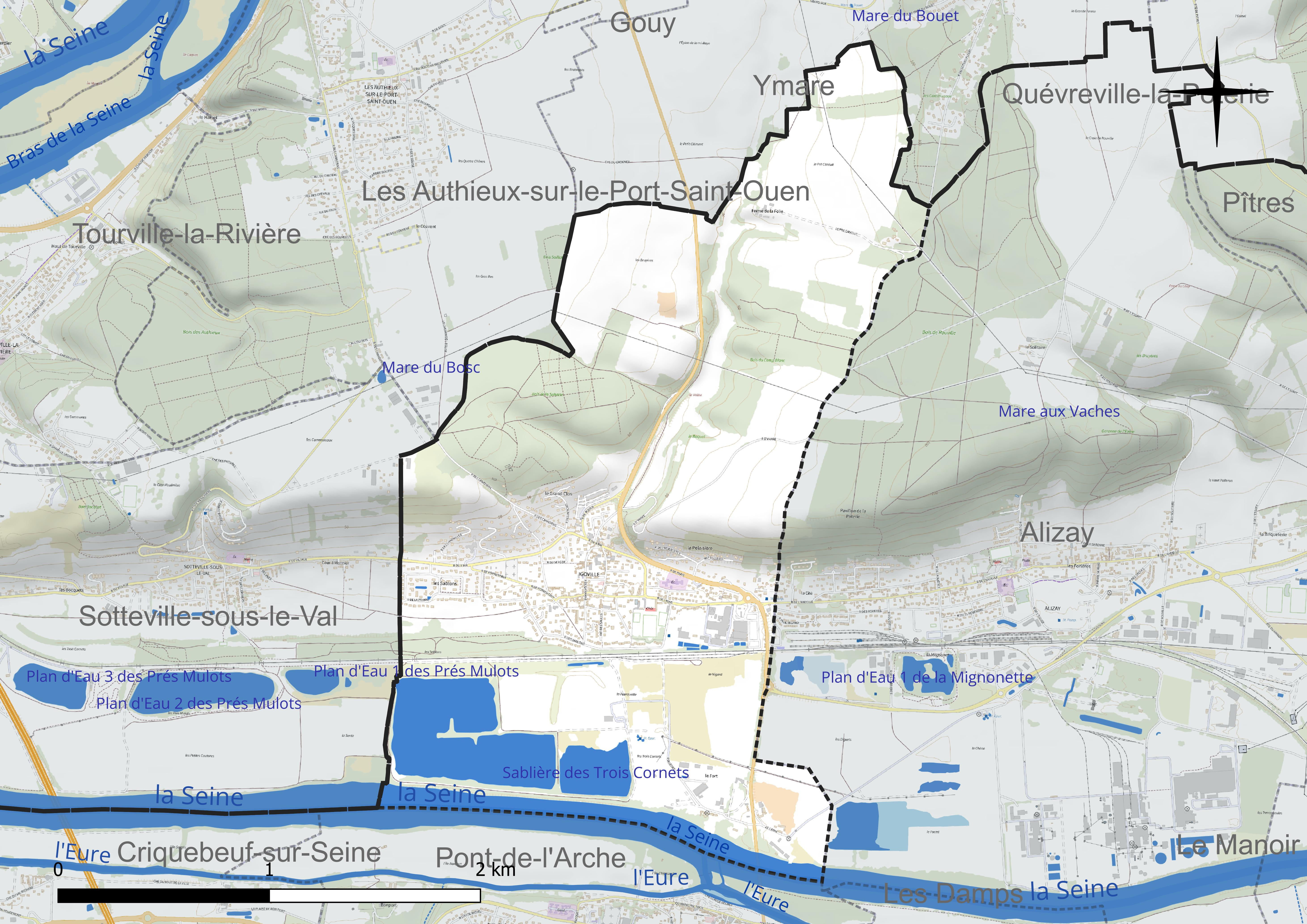
Réseau hydrographique d'Igoville.

Un plan d'eau complète le réseau hydrographique : la sablière des Trois Cornets (7,3 ha),.

### Climat
Pour des articles plus généraux, voir Climat de la Normandie et Climat de l'Eure.
En 2010, le climat de la commune est de type climat océanique dégradé des plaines du Centre et du Nord, selon une étude du CNRS s'appuyant sur une série de données couvrant la période 1971-2000. En 2020, Météo-France publie une typologie des climats de la France métropolitaine dans laquelle la commune est exposée à un climat océanique et est dans la région climatique Côtes de la Manche orientale, caractérisée par un faible ensoleillement (1 550 h/an) ; forte humidité de l’air (plus de 20 h/jour avec humidité relative > 80 % en hiver), vents forts fréquents. Parallèlement le GIEC normand, un groupe régional d’experts sur le climat, différencie quant à lui, dans une étude de 2020, trois grands types de climats pour la région Normandie, nuancés à une échelle plus fine par les facteurs géographiques locaux. La commune est, selon ce zonage, exposée à un « climat des plateaux abrités », correspondant aux plaines agricoles de l’Eure, avec une pluviométrie beaucoup plus faible que dans la plaine de Caen en raison du double effet d’abri provoqué par les collines du Bocage normand et par celles qui s’étendent sur un axe du Pays d'Auge au Perche.
Pour la période 1971-2000, la température annuelle moyenne est de 10,8 °C, avec une amplitude thermique annuelle de 13,8 °C. Le cumul annuel moyen de précipitations est de 751 mm, avec 12,3 jours de précipitations en janvier et 8,2 jours en juillet. Pour la période 1991-2020, la température moyenne annuelle observée sur la station météorologique la plus proche, située sur la commune de Boos à 9 km à vol d'oiseau, est de 10,9 °C et le cumul annuel moyen de précipitations est de 847,5 mm,. Pour l'avenir, les paramètres climatiques de la commune estimés pour 2050 selon différents scénarios d’émission de gaz à effet de serre sont consultables sur un site dédié publié par Météo-France en novembre 2022.

## Urbanisme

### Typologie
Au 1er janvier 2024, Igoville est catégorisée ceinture urbaine, selon la nouvelle grille communale de densité à 7 niveaux définie par l'Insee en 2022.
Elle appartient à l'unité urbaine de Rouen, une agglomération inter-départementale dont elle est une commune de la banlieue,. Par ailleurs la commune fait partie de l'aire d'attraction de Rouen, dont elle est une commune de la couronne,. Cette aire, qui regroupe 317 communes, est catégorisée dans les aires de 200 000 à moins de 700 000 habitants,.

### Occupation des sols

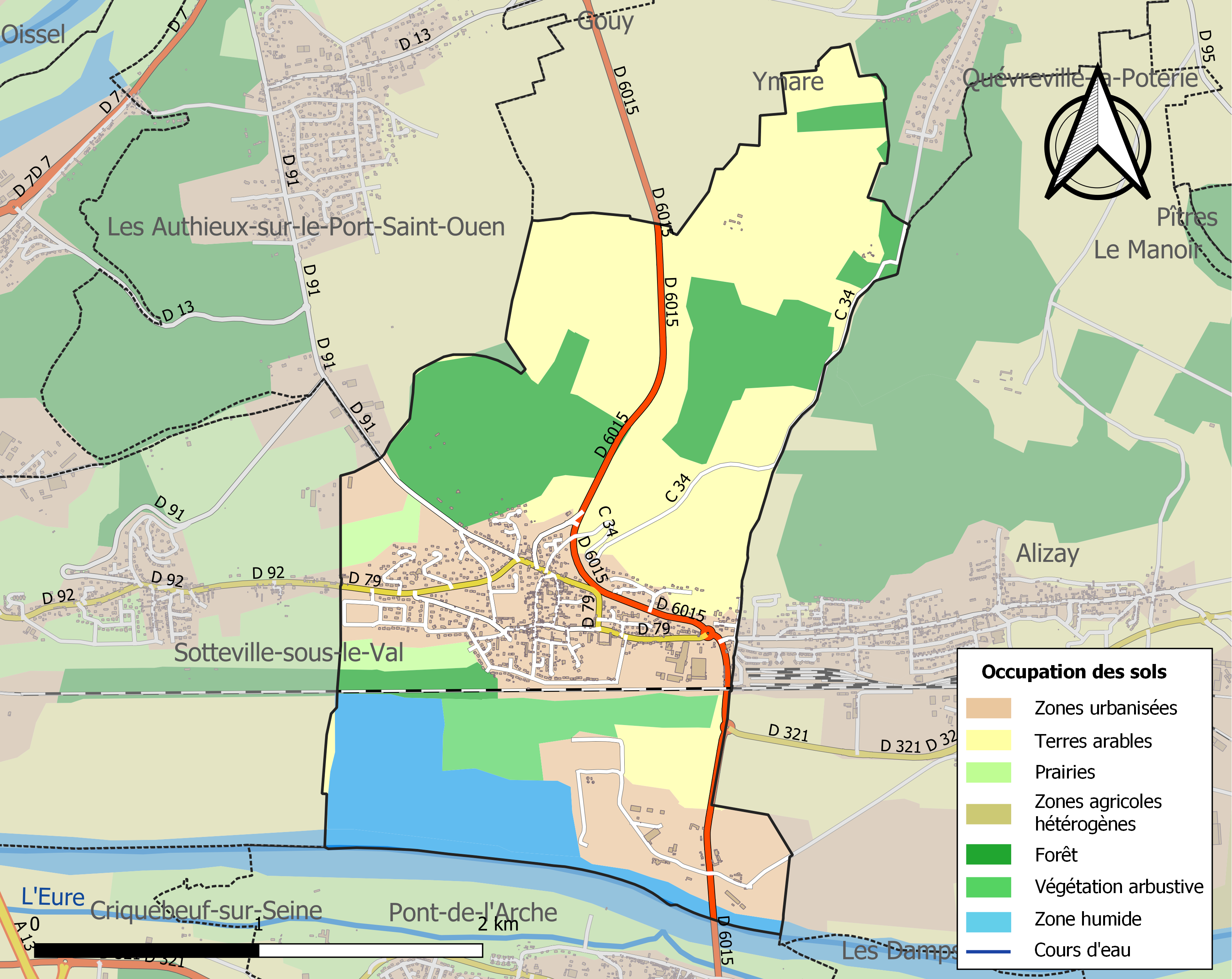
Carte des infrastructures et de l'occupation des sols de la commune en 2018 (CLC).

L'occupation des sols de la commune, telle qu'elle ressort de la base de données européenne d’occupation biophysique des sols Corine Land Cover (CLC), est marquée par l'importance des territoires agricoles (39,1 % en 2018), en diminution par rapport à 1990 (47 %). La répartition détaillée en 2018 est la suivante :
terres arables (36,7 %), forêts (18,5 %), zones urbanisées (18,3 %), eaux continentales (11,3 %), mines, décharges et chantiers (8,1 %), milieux à végétation arbustive et/ou herbacée (4,7 %), prairies (2,4 %). L'évolution de l’occupation des sols de la commune et de ses infrastructures peut être observée sur les différentes représentations cartographiques du territoire : la carte de Cassini (XVIIIe siècle), la carte d'état-major (1820-1866) et les cartes ou photos aériennes de l'IGN pour la période actuelle (1950 à aujourd'hui).

### Habitat et logement
En 2021, le nombre total de logements dans la commune était de 732, alors qu'il était de 694 en 2016 et de 603 en 2011.
Parmi ces logements, 93,3 % étaient des résidences principales, 0,4 % des résidences secondaires et 6,4 % des logements vacants. Ces logements étaient pour 89,5 % d'entre eux des maisons individuelles et pour 10,5 % des appartements.
Le tableau ci-dessous présente la typologie des logements à Igoville en 2021 en comparaison avec celle de l'Eure et de la France entière. Une caractéristique marquante du parc de logements est ainsi la faible proportion des résidences secondaires et logements occasionnels (0,4 %) par rapport au département (6,2 %) et à la France entière (9,7 %).
| Typologie                                               | Igoville | Eure | France entière |
| ------------------------------------------------------- | -------- | ---- | -------------- |
| Résidences principales (en %)                           | 93,3     | 85,8 | 82,2           |
| Résidences secondaires et logements occasionnels (en %) | 0,4      | 6,2  | 9,7            |
| Logements vacants (en %)                                | 6,4      | 8    | 8,1            |

### Voies de communication et transports
Igoville est desservie par l'ancienne route nationale 15 (actuelle RD 6015) qui le relie à Rouen et, par le pont routier qui traverse la Seine et l'Eure, Pont-de-l'Arche, au Vaudreuil et à Gaillon.
La commune est traversée par la ligne ferroviaire de Paris à Rouen, et la station de chemin de fer la plus proche est la gare de Pont-de-l'Arche, située à la limite d'Alizay et d'Igoville et desservie par des trains TER Normandie effectuant la relation de Paris-Saint-Lazare à Rouen-Rive-Droite

## Toponymie
Le nom de la localité est attesté sous les formes Vigovilla vers 1240 (p. d’Eudes Rigaud), Ymgovilla en 1271, Ygouvilla en 1326, Ygoville (cartulaire de Bonport) et sous sa forme actuelle dès 1340.
Il s'agit d'une formation toponymique médiévale en -ville au sens ancien de « domaine rural » (terme issu du gallo-roman VILLA « grand domaine rural »). Il est précédé dans la plupart des cas d'un anthroponyme de type germanique continental ou anglo-scandinave en Normandie.
Les toponymistes identifient dans ce cas précis le nom de personne scandinave Vígautr (variante vieux danois Wigot),, cité sous la forme Witgaut par François de Beaurepaire. Jean Renaud propose aussi comme alternative le nom de personne francique Widgaud.
François de Beaurepaire fait remarquer que la chute du [v] initial (issu généralement de [w] au XIIe) devant i ou e est fréquente dans la toponymie de la Normandie orientale. Ainsi trouve-t-on dans l'Eure : Illeville-sur-Montfort (Willevilla 13e), Incarville (Wicardi villa 1025) ou Infreville (Wifrevilla 1213).
Par contre, dans le Mesnil-Vigot (Manche, Maisnillum Vigot 1192, Maisnillum Wigoti 1206), le [v] s'est maintenu. Pour ce dernier le même auteur mentionne l'anthroponyme scandinave Vigautr particulièrement bien représenté en Angleterre.
Remarque : il n'y a aucune trace d'un [t] ou [d] dans les formes anciennes de Vigo- / Ygo-. De plus, c'est dans la Manche que le patronyme Vigot est très fréquent et dans l'ensemble de la Normandie qu'il est le plus anciennement attesté comme nom de famille. L'élément -got est récurrent dans les patronymes normands comme Turgot, Angot d'origine norroise. Igoville et le Mesnil-Vigot se situent en outre dans l'aire de répartition de la toponymie scandinave.
- Hameau le Pré-cantui(t) ou le Précantuit : réinterprétation populaire du XIXe siècle, d'un plus ancien Brescantuit (les essars de Brescantuit 1453), composé avec le vieux normand thuit « essart, espace défriché », issu du vieux norrois thveit, même sens. L'analogie avec un pré a aussi été facilitée par la similitude entre un pré et un espace défriché.

## Histoire
Au début de la Seconde Guerre mondiale, lors de la Bataille de France, les 8 et 9 juin 1940, le 4e groupe franc motorisé de cavalerie y livre le combat de Pont-de-l'Arche. Quarante et un soldats français sont abattus dont vingt-six hommes du 208e régiment d'artillerie coloniale

## Politique et administration

### Rattachements administratifs et électoraux

#### Rattachements administratifs
La commune se trouve dans l'arrondissement des Andelys du département de l'Eure.
Elle faisait partie depuis 1793 du canton de Pont-de-l'Arche. Dans le cadre du redécoupage cantonal de 2014 en France, cette circonscription administrative territoriale a disparu, et le canton n'est plus qu'une circonscription électorale.

#### Rattachements électoraux
Pour les élections départementales, la commune fait partie depuis 2014 d'un nouveau canton de Pont-de-l'Arche porté de 10 à 21 communes.
Pour l'élection des députés, elle fait partie de la quatrième circonscription de l'Eure.

### Intercommunalité
Igoville était membre de la communauté de communes Seine-Bord, un établissement public de coopération intercommunale (EPCI) à fiscalité propre créé en 1996 et auquel la commune avait transféré un certain nombre de ses compétences, dans les conditions déterminées par le code général des collectivités territoriales.
Conformément aux prescriptions de la loi de réforme des collectivités territoriales du 16 décembre 2010, qui a prévu le renforcement et la simplification des intercommunalités et la constitution de structures intercommunales de grande taille, celle-ci a fusionné le 1er janvier 2013 au sein de la communauté d'agglomération Seine-Eure, dont est désormais membre la commune.

### Liste des maires
| Période                                  | Période                       | Identité             | Étiquette | Qualité |
| ---------------------------------------- | ----------------------------- | -------------------- | --------- | --- |
| Les données manquantes sont à compléter. |                               |                      |           | |
|                                          |                               |                      |           | |
| avant 1904                               |                               | M. Nouvel            |           | |
| 1906                                     | 1910                          | Alexandre Périer     |           | |
|                                          |                               |                      |           | |
| 1955                                     |                               | Lucette Bréham       |           | |
|                                          |                               |                      |           | |
|                                          |                               |                      |           | |
| 1984                                     | 2014                          | Gérard Saillot       | DVD       | Retraité Conseiller général de Pont-sur-l'Arche (1985 → 1998)                                                                  |
| 2014                                     | juillet 2020                  | Sylvie Blandin       | DVD.      | Vice présidente de la CA Seine-Eure (2014 → 2020)                                                                              |
| juillet 2020,                            | juin 2024                     | Nathalie Breemeersch |           | Professeure d’histoire-géo au collège Saint-Louis, à Louviers Vice-présidente de la CA Seine-Eure (2020 → 2024) Démissionnaire |
| juin 2024                                | En cours (au 12 juillet 2024) | Gwenaël Jahier       |           | Chargé de projet à la direction régionale de France travail                                                                    |

## Équipements et services publics

### Enseignement
La commune dispose du groupe scolaire Michel-de-Decker, de neuf classes de maternelle et primaire en 2021, et doté d'une cantine et d'un accueil périscolaire.

### Santé et solidarité
La résidence des Tourelles est un foyer de vie pour adultes porteurs d’une déficience intellectuelle.

### Justice, sécurité, secours et défense
La commune s'est dotés d'un système de vidéosurveillance en 2018.

## Population et société
Les habitants sont appelés les Igovillais.

### Démographie
L'évolution du nombre d'habitants est connue à travers les recensements de la population effectués dans la commune depuis 1793. Pour les communes de moins de 10 000 habitants, une enquête de recensement portant sur toute la population est réalisée tous les cinq ans, les populations de référence des années intermédiaires étant quant à elles estimées par interpolation ou extrapolation. Pour la commune, le premier recensement exhaustif entrant dans le cadre du nouveau dispositif a été réalisé en 2006.

En 2022, la commune comptait 1 701 habitants, en évolution de −4,11 % par rapport à 2016 (Eure : −0,25 %, France hors Mayotte : +2,11 %).
| 1793 | 1800 | 1806 | 1821 | 1831 | 1836 | 1841 | 1846 | 1851 |
| ---- | ---- | ---- | ---- | ---- | ---- | ---- | ---- | ---- |
| 350  | 297  | 354  | 331  | 394  | 430  | 423  | 445  | 406  |

| 1856 | 1861 | 1866 | 1872 | 1876 | 1881 | 1886 | 1891 | 1896 |
| ---- | ---- | ---- | ---- | ---- | ---- | ---- | ---- | ---- |
| 417  | 428  | 432  | 413  | 483  | 439  | 468  | 465  | 487  |

| 1901 | 1906 | 1911 | 1921 | 1926 | 1931 | 1936 | 1946 | 1954 |
| ---- | ---- | ---- | ---- | ---- | ---- | ---- | ---- | ---- |
| 514  | 498  | 462  | 568  | 518  | 544  | 565  | 583  | 670  |

| 1962 | 1968 | 1975 | 1982  | 1990  | 1999  | 2006  | 2011  | 2016  |
| ---- | ---- | ---- | ----- | ----- | ----- | ----- | ----- | ----- |
| 745  | 850  | 889  | 1 107 | 1 312 | 1 474 | 1 477 | 1 590 | 1 774 |

| 2021  | 2022  | - | - | - | - | - | - | - |
| ----- | ----- | - | - | - | - | - | - | - |
| 1 724 | 1 701 | - | - | - | - | - | - | - |

## Économie
- La Faïencerie Lambert, fondée par Paul Lambert en 1964, qui pérennise la faïencerie de Rouen apparue à la Renaissance, et installée sur la zone du Fort, près du pont de Pont-de-l’Arche et labellisée patrimoine vivant[40].

## Culture locale et patrimoine

### Lieux et monuments
- Église paroissiale Saint-Pierre[41], qui possède des vitraux réalisés par le maître-verrier François Décorchemont[42].
- Presbytère du XVIIIe siècle[43].
- Dans dans l’ancienne école de la commune, au 255, rue de la Ravine, le Mini Réseau de l'amicale des cheminots actifs et retraités, une installation fixe de modélisme ferroviaire ouverte au public et qui représente la ligne ferroviaire de Paris à Rouen entre de la gare de triage de Sotteville-lès-Rouen à la gare de Vernon, telle qu'elle était dans les années 1960-1970[44].
- Ancien château[45], mairie actuelle, construit tout en pierre, au milieu du XVIIIe siècle, composé d'un corps de logis central à un seul rez-de-chaussée, avec un avant-corps central surmonté d'un fronton triangulaire, cantonné à chacune de ses extrémités par un pavillon plus élevé comportant un étage sur rez-de-chaussée. 
Chacun de ces trois corps de bâtiment est surmonté d'un comble mansardé indépendant. Les deux façades, aux contours identiques, diffèrent par le nombre de leurs ouvertures. Côté parc, l'avant corps central comporte trois ouvertures, une seule côté cour. Les pavillons latéraux comportent cinq travées côté cour, quatre côté parc. 
À l'intérieur, le principal élément décoratif ancien subsistant est l'escalier central, pourvu d'une rampe en fer forgé de style Louis XV. 
Le château est mentionné pour la première fois à l'occasion de la bénédiction de sa chapelle en 1747, par Adam Charles Esmangard, vicaire général de l'archevêque de Rouen, frère de son propriétaire, Claude François Esmangard, conseiller du roi, négociant à Rouen et président au grenier à sel de Pont-de-l'Arche. Quelques années plus tard, cette demeure appartient à Louis Jacques des Marets, seigneur de Saint-Aubin, conseiller au Parlement de Normandie, et son épouse, Marie-Madeleine du Val de Morgny, lorsque ceux-ci en dotent leur fille, à l'occasion de son mariage en 1777 avec Alexandre du Moucel, marquis de Torcy, seigneur de La Rivière-Bourdet, président à mortier au Parlement de Normandie. Veuve en 1781, celle-ci se remarie à Igoville le 12 octobre 1790 avec Jean Pierre Firmin de Vieux[46], officier. En 1802, elle achète le château du Champ-de-Bataille. Celui d'Igoville est alors loué. Il est ensuite habité par son fils Édouard Marie Firmin de Vieux, mort à Igoville le 16 juin 1868. En 1872, il est vendu à Louise Adélaïde de Clisson, fondatrice de l'orphelinat Saint-François-Xavier. Cette congrégation ayant été dissoute, le château d'Igoville est acheté en 1904 par Michel Louis Adolphe Avon[47], général, commandeur de la Légion d'honneur, mort en 1918, puis habité par sa fille, Henriette Avon, baronne René de Maulde. Occupé pendant la guerre, il est acheté en 1949 par la famille Morel, fabricant de chaussures à Pont-de-l'Arche, et, en 1990, par la commune d'Igoville[48]. Après travaux de rénovation et mise en valeur, il abrite aujourd'hui la mairie d'Igoville et plusieurs services municipaux.
- Maisons et fermes anciennes des XVIIe, XVIIIe et XIXe siècles[49].
- Ancienne maladrerie de la première moitié du XVIIIe siècle, au lieu-dit Les Sablons[50].
- Le fort de Limaie, datant sans doute du XIIIe siècle et détruit lors de la Révolution française. Il faisait partie de l'ensemble fortifié de Pont-de-l'Arche avec le pont sur la Seine dont il défendait l'accès[51].
- Le monument aux morts date de 1921.
- Stèle aux quarante et un soldats français dont vingt-six tirailleurs sénégalais du 208e régiment d'artillerie coloniale tués lors combat de Pont-de-l'Arche. Le passage piétonnier situé à l’angle de la rue du 8 mai et de la rue des Platanes est dénommée en leur honneur la « Sente des Sénégalais »[25].
- Croix de cimetière, du XVIe siècle[52].

### Igoville dans les arts et la culture

#### Filmographie
- Les Grandes Vacances, de Jean Girault (1967)
Prise où l'on voit le débarquement de sacs de charbon d'un camion arrêté au bord de la route (rue du 8 mai), devant un café Au Tonneau.

### Héraldique
| Blason de Igoville | Blason  | De gueules à la fasce ondée d’argent chargé de trois drakkars contournés d'azur, accompagnée en chef d'un léopard d'or armé et lampassé aussi d'azur et en pointe d'un château de trois tours carrées d'or, maçonné de sable, ouvert et ajouré aussi d'azur. |
| Blason de Igoville | Détails | Le léopard d'or rappelle les armoiries de la Normandie. Adopté le 8 avril 2010. Remplacé par un logo. Création Denis Joulain. |

## Pour approfondir